# Oiseau Bleu (Zuglauf)

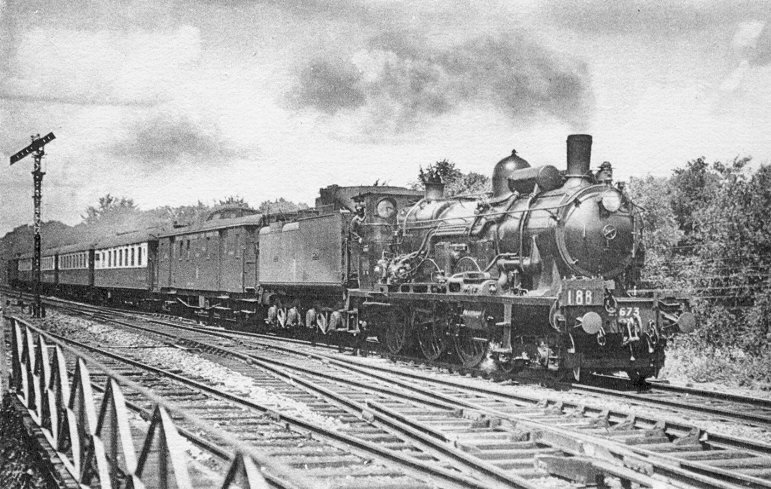
Der Oiseau Bleu um 1929 auf der Strecke der Chemins de fer du Nord

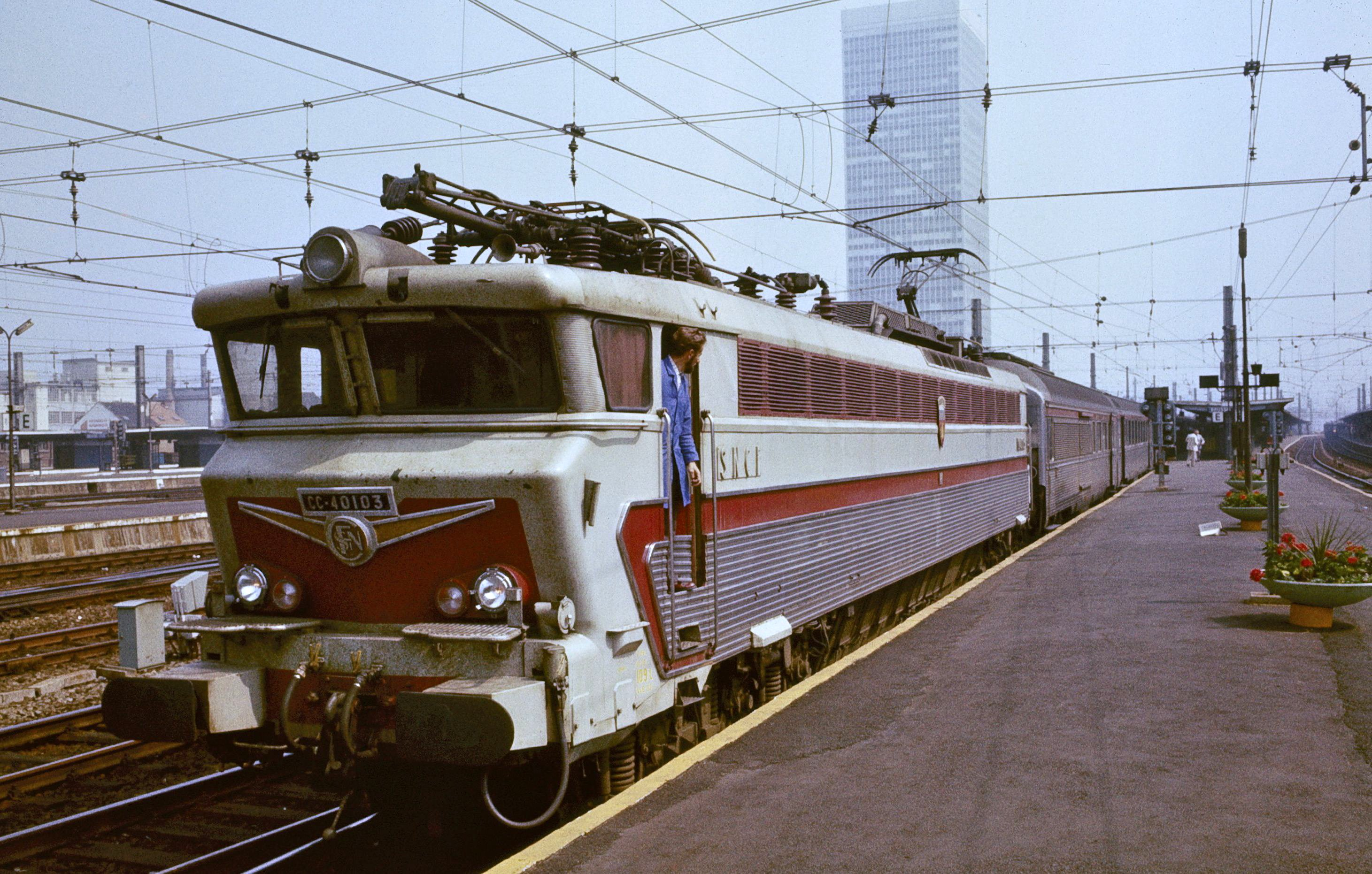
Der Oiseau Bleu als TEE 1979 in Brüssel

Der Oiseau Bleu war ein Schnellzug, der den Gare du Nord in Paris mit Belgien verband. Er verkehrte von 1929 bis in die Mitte der 1980er Jahre. Der Name leitet sich vom Theaterstück L’Oiseau bleu (deutsch: Der blaue Vogel) des belgischen Autors Maurice Maeterlinck ab.

## Geschichte
Der Oiseau Bleu verkehrte zwischen Paris, Brüssel und Antwerpen seit dem 16. Mai 1929. Als Betreiber des als Luxuszug eingestuften Zuglaufs fungierte die Compagnie Internationale des Wagons-Lits, der Zug setzte sich aus Pullmanwagen der 1. und 2. Klasse zusammen und wurde von Dampflokomotiven gezogen. Der Oiseau Bleu wurde 1935 bis Amsterdam verlängert, wobei er sich den Laufweg mit dem Étoile du Nord teilte.
Am 1. Juni 1947 nahm der Oiseau Bleu nach einer kriegsbedingten Unterbrechung wieder den Dienst auf. Es wurden sowohl Pullmanwagen als auch gewöhnliche Erste- und Zweite-Klasse-Wagen eingesetzt. Die Verbindung beschränkte sich zunächst auf Paris–Brüssel und wurde nicht mehr als Luxuszug, sondern als normaler Schnellzug geführt.

## Trans Europ Express
Am 2. Juni 1957 wurde der Oiseau Bleu in einen Trans-Europ-Express umgewandelt. Der TEE Oiseau Bleu bestand bis zum 31. Mai 1964 aus SBB RAm TEE / NS DE IV-Dieseleinheiten, was insofern bemerkenswert ist, als weder niederländisches noch schweizerisches Schienennetz befahren wurden. Die SNCF, die Nationale Gesellschaft der Belgischen Eisenbahnen und die NS verwendeten Dieseltriebfahrzeuge, um die durch die Verwendung unterschiedlicher Stromsysteme verursachten Probleme zu umgehen. Zwischen dem 31. Mai 1964 und dem 1. August 1964 wurden provisorisch lokomotivbespannte Einheiten eingesetzt. Am 2. August 1964 wurden Waggons des Typs Inox-PBA eingesetzt. Ab dem 23. Mai 1971 wurde der Oiseau Bleu von einer CC 40100 gezogen. Am 3. Juni 1984 wurde der Oiseau Bleu eingestellt.